# Meréns
Meréns (llamada oficialmente San Cibrán de Meréns) es una parroquia y un lugar del municipio español de Cortegada, en la provincia de Orense, Galicia.

## Toponimia
La parroquia también es conocida por el nombre de San Ciprián de Meréns.

## Geografía
Limita al norte con Lapela, al este con Louredo, al sur con Rabiño y al noreste con el río Miño.

## Organización territorial
La parroquia está formada por una entidad de población:
- Meréns

## Demografía
Gráfica demográfica del lugar y parroquia de Meréns según el INE español:
| Gráfica de evolución demográfica de Meréns entre 2000 y 2022 |
|                                                              |
| Datos según el nomenclátor publicado por el INE.             |

## Economía
Se dedica al cultivo de pimientos de Arnoia y al autoconsumo.

## Patrimonio
Hay restos romanos (un altar romano donde estuvo la antigua capilla) y un escudo heráldico en el palacio Puga del siglo XVIII.
Fermín Bouza Brey registró el descubrimiento del altar romano (así como la pila bautismal del siglo XIV) y la hipótesis de que en la parte superior del Coto de Meréns había un rollo jurisdiccional (horca).
Su iglesia parroquial data de la década de 1950 y el pazo de Meréns es una casa cuyo único adorno es el escudo de armas más grande de Galicia, frente a una pequeña plaza donde hay un peto de ánimas. Su patrón es el autor del Ciprianillo.